# Stanislav Semënov
Stanislav Alanovič Semënov (in russo Станислав Аланович Семёнов?; 8 dicembre 1990) è un judoka russo.

## Palmarès
- Campionati europei under 23

Tyumen 2011: bronzo nei -81kg
Praga 2012: argento nei -81kg

### Vittorie nel circuito IJF
| Data            | Località | Paese   | Categoria  |
| --------------- | -------- | ------- | ---------- |
| 8 aprile 2017   | Antalya  | Turchia | Gran Prix  |
| 20 gennaio 2018 | Tunisi   | Tunisia | Grand Prix |